# Квітнева територіальна громада
Квітнева сільська територіальна громада — територіальна громада в Україні, в Житомирському районі Житомирської області. Адміністративний центр — село Квітневе.
Площа громади — 159,6 км², населення — 4220 мешканців (2018).

## Населені пункти
До складу громади входять 9 сіл: Велика Чернявка, Дехтярка, Єрчики, Квітневе, Кошляки, Почуйки, Романівка, Ставище та Яблунівка.

## Історія
Утворена 10 серпня 2016 року шляхом об'єднання Єрчицької, Квітневої, Почуйківської, Романівської та Ставищенської сільських рад Попільнянського району Житомирської області.
Склад громади затверджено розпорядженням Кабінету Міністрів України № 711-р від 12 червня 2020 року «Про визначення адміністративних центрів та затвердження територій територіальних громад Житомирської області».
Відповідно до постанови Верховної Ради України від 17 червня 2020 року «Про утворення та ліквідацію районів», громада увійшла до складу новоствореного Житомирського району Житомирської області.